# Ground Proximity Warning System

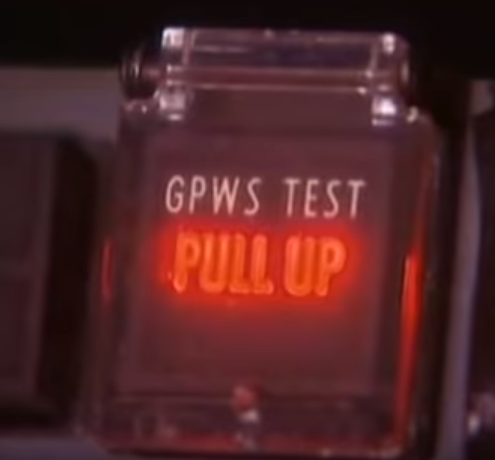
Alarm GPWS Boeing 757.

GPWS (anglicky Ground Proximity Warning System) je systém navržený tak, aby varoval piloty, je-li jejich letadlo v bezprostředním nebezpečí nárazu do země. Další známý název pro takovýto systém je Ground-Collision Warning System (GCWS).
Systém kontroluje výšku letadla nad zemí, jak mu udává radarový výškoměr. Počítač pak sleduje dráhu těchto měření, vypočítává sklon a bude varovat pilota vizuálními a zvukovými výstrahami, jestliže bude letadlo v určitých definovaných letových konfiguracích (módech).

## Módy
1. Nepřiměřené klesání („PULL UP“, „SINKRATE“)
2. Nepřiměřené přibližování k zemi („TERRAIN“, „PULL UP“)
3. Ztráta výšky po vzletu („DON'T SINK“)
4. Nebezpečná blízkost země („TOO LOW – TERRAIN“, „TOO LOW – GEAR“, „TOO LOW – FLAPS“)
5. Nepřiměřená odchylka od glideslope (vertikální naváděcí systém ILS - Instrument Landing System) („GLIDESLOPE“)
6. Nepřiměřený úhel náklonu („BANK ANGLE“)
7. Varování před střihy větru („WINDSHEAR“)

Vynález systému GPWS se připisuje kanadskému inženýrovi Donu Batemanovi. Na konci 60. let 20. století po několika haváriích způsobených řízeným letem do terénu, kdy bylo zabito několik set lidí, odstartoval tento projekt pod jeho vedením. Ročně bylo takovýchto nehod průměrně 3,5. Poté, co byl vynalezen GPWS, toto číslo kleslo v polovině 70. let na 2 nehody ročně. Od roku 1974 kdy Federal Aviation Administration (FAA) vyžaduje, aby každé větší letadlo mělo na palubě takovéto zařízení, nebyla žádná takováto podobná nehoda proudového letadla ve Spojených státech zaznamenána. V roce 2000 FAA rozšířila tuto povinnost i na menší vnitrostátní letadla.
Tradiční GPWS má jednu slabinu. Jelikož může shromažďovat data jen bezprostředně pod letadlem, musí předvídat budoucí rysy krajiny. Jestliže se výrazně změní terén, jako je strmý sráz, GPWS zjistí tuto odchylku až když může být příliš pozdě na úhybný manévr.
Nová technologie nazvaná „Rozšířený systém varování před srážkou se zemí“ (Enhanced Ground Proximity Warning system, EGPWS) řeší tento problém kombinováním celosvětové digitální databáze povrchu a systému navigování na dlouhou vzdálenost, jako je např. GPS, INS (Inertial Navigation System), radiově závislé navigační systémy nebo kombinováním těchto systémů. Počítače na palubě mohou porovnávat svoji současnou pozici s databází povrchu země. Piloti dostanou výstrahy a varování před překážkami na trati častěji.